# 井出正雅
井出 正雅（いで まさもと）は、江戸時代の武士。

## 出自
井出正良の子で、曽祖父が井出正次である。『寛政重修諸家譜』（以下『寛政譜』）によると、祖父の正員は遠藤を称していたが、父である正良の代で井出姓に復している。

## 略歴
『寛政譜』には以下のようにある。延宝7年（1679年）14歳の時に初めて徳川家綱に拝謁、貞享元年（1684年）12月に家督を継ぎ小普請となる。
貞享3年（1686年）2月には表右筆となり、元禄7年（1694年）11月には奥右筆となる。元禄9年（1696年）12月に精勤を賞され金30両を賜う。元禄12年（1699年）12月に100俵を加賜される。宝永3年（1706年）12月には奥右筆頭となりさらに100俵賜り、家禄は400俵となる。
宝永5年（1708年）12月には布衣を許される身分となる。宝永7年（1710年）12月には納戸頭の格となる。正徳4年（1714年）5月13日に死去。享年49。
奥右筆頭への昇格は『徳川実紀』宝永3年12月10日条に「この日奥右筆井出源左衛門正雅その組頭になり」とある。宝永7年（1710年）4月、新井白石が起草した武家諸法度（宝永令）が発布され、またその註解である『新令句解』が頒布された。正雅はこの新令の作成に携わった功により、幕府より時服を賜っている。
また『徳川実紀』に「奥右筆組頭井出源左衛門正雅が子半七郎（中略）父死してその子家つぐもの八人」とあるように、正雅の死後約2ヶ月後の正徳4年（1714年）7月に子の井出正相（半七郎）が家督を相続している。
『御家人分限帳』によると、正雅42歳のとき家禄は400俵で、これらとは別に役料として200俵が与えられていたとある。
正雅は奥右筆組頭として伝統的な曽我流の書札礼を伝受されていたとされ、寛政5年（1793年）の蜷川親贇『書札法式伝来私考』に「右筆組頭井出源左衛門正雅二傳フヘキ旨仰出サレ、コレヲ傳受ス」とあり、『職員私抄』には「下馬礼の式ハ井出源左衛門正雅に傳ふ」とある。
これらによると、徳川綱吉の命で当時奥右筆であった蜷川親熙に曽我流が伝受され、親熙により子の親英に伝受され、更に親英が徳川家宣に願い出て正雅へと伝受したとある。由緒通りであれば、正雅への伝受の時期は、綱吉死去の直後となる。
しかし『書札法式伝来私考』に「正徳4申年正月源左衛門正雅死去、同年7月彦左衛門親英モ死去、ココニ於テ本家ノ傳ハ断絶セリ」とあるように、曽我流を受け継いだ正雅および蜷川親英は死去し、本家の伝承に関しては絶えたと同書にはある。一方でこれらとは別経路で曽我流書札礼自体は残り、社会の変化の中で徐々に規約化され、広く流布されている。